# Коле дела Стела (Кампобасо)
Коле дела Стела је насеље у Италији у округу Кампобасо, региону Молизе.
Према процени из 2011. у насељу је живело 32 становника. Насеље се налази на надморској висини од 91 м.